# Сирецька вулиця
Сире́цька вулиця — вулиця в Подільському та Оболонському районах міста Києва, місцевості Сирець, Куренівка. Пролягає від вулиці Семена Скляренка до вулиці Віктора Некрасова та Білицької вулиці. 
Прилучаються вулиці Кирилівська, Копилівська, Бондарська, Подільський провулок, вулиці Павлоградська, Байрона, провулки Олександра Воїнова та Дендрологічний, вулиці Гетьмана Павла Бута, Ольжича. Кінцеву частину вулиці відокремлює залізниця (без автомобільного переїзду). 
Поруч із вулицею розташований ландшафтний заказник «Зелене озеро».

## Історія
Вулиця виникла у 2-й половині XIX століття під цією ж назвою (від р. Сирець, уздовж якої вона простягалася). До початку 1960-х років доходила лише до Тираспольської вулиці. В перші роки 1960-х, після реконструкції проїзної частини Сирецької вулиці, до неї приєднано шлях, відомий у 1930-х роках як Дачно-Білицька вулиця (у 1940–50-х роках — без назви; простягалася до вулиці Івана Виговського). Пізніше Сирецьку вулицю було скорочено, від неї було відокремлено Північно-Сирецьку вулицю.
У багатьох картографічних джерелах і в довідниках (у тому числі в довіднику «Вулиці Києва», 1995) маршрут пролягання Сирецької вулиці визначено від вулиці Семена Скляренка до вулиці Івана Виговського, тобто Сирецьку вулицю подано як єдину магістраль із Північно-Сирецькою вулицею. На деяких мапах (зокрема, на Google Maps) кінцеву частину Сирецької вулиці, відокремлену залізницею, помилково позначено як частину Північно-Сирецької вулиці (з 2022 — вулиця Віктора Некрасова), хоча нумерація будівель тут продовжується як по Сирецькій вулиці.

### Палеонтологічні та археологічні знахідки
У 1955 році в кар'єрі другого цегельного заводу (нині — Сирецька вул., 33) знайдено добре збережені рештки (кістяк) викопного ссавця епохи пізнього еоцену — базилозавра (нині експонуються в Палеонтологічному музеї НАН України). У районі Куренівського кладовища на пагорбах уздовж Сирецької вулиці знайдено три ділянки одного поселення трипільської культури (мідна доба).

## Установи, заклади та підприємства
- Текстильна фабрика ПрАТ «Любава» (буд. № 2)
- Інститут мікроприладів НАН України (буд. № 3)
- Бізнес-центр «Маяк», ПАТ «Завод Фрунзе» (київська філія) (буд. № 5-9)
- ПАТ «Київський вітамінний завод», виробничий корпус (№ 13)
- ДП «Центральний науково-дослідний інститут навігації та управління» (буд. № 20/160)
- Музична школа № 31 (буд. № 13)
- Ясла-садок № 47 (буд. № 32/1)
- Куренівське тролейбусне депо (колишнє Київське тролейбусне ремонтно-експлуатаційне депо № 4) (буд. № 25)
- Київська державна інспекція охорони праці на транспорті та у зв'язку (буд. № 25)
- Київський завод шампанських вин «Столичний» (буд. № 27)
- Діавіта Інститут (приватна медична клініка — Центр гемодіалізу, Центр здоров'я жінки)[5] (буд. № 29)
- Ясла-сад № 47 (буд. № 32/1)
- ТДВ «Петрівський завод стінових матеріалів і конструкцій» (буд. № 33)
- Бізнес-центр «Сирецький гай» (буд. № 35)
- Обласна лікарня № 2 (буд. № 49)
- Район експлуатації водопровідних мереж (РЕВМ) № 3 АК «Київводоканал» (буд. № 78)

## Пам'ятки та історично цінні будівлі
- № 27 — Пивоварний завод Вільгельма Ріхерта (2-га половина ХІХ ст., надбудова, ймовірно, середини ХХ ст.). З 1894 року належав його синові, купцеві другої гільдії Якову Ріхерту. У 1929—1954 роках тут діяв консервний завод імені Мікояна.  З 1954 будівля є головним виробничим корпусом заводу шампанських вин «Столичний»[6].
- № 29 — колишній Будинок культури Київського заводу шампанських вин. Споруджений 1957 за проєктом архітектора М. С. Коломійця. З 1974 року до середини 1990-х тут містився Київський державний мюзик-хол, згодом деякий час — театральні майстерні «Прем'єра». У цьому будинку 13 вересня 1971 року відбувся концертний виступ Володимира Висоцького[7]. На згадку про це артист залишив запис у книзі почесних гостей КЗШВ:

|  | Сегодня выступал. Один! Нет, не один — вдвоём с гитарой! Виват, Завод шампанских вин, Я ваш навек — поклонник старый! |

## Зображення

Дитяча музична школа № 31 (буд. № 13/71, споруджений у середині 1950-х рр. як відділок міліції, згодом тут було ательє пошиття одягу)
Завод шампанських вин «Столичний», головний корпус (буд. № 27)
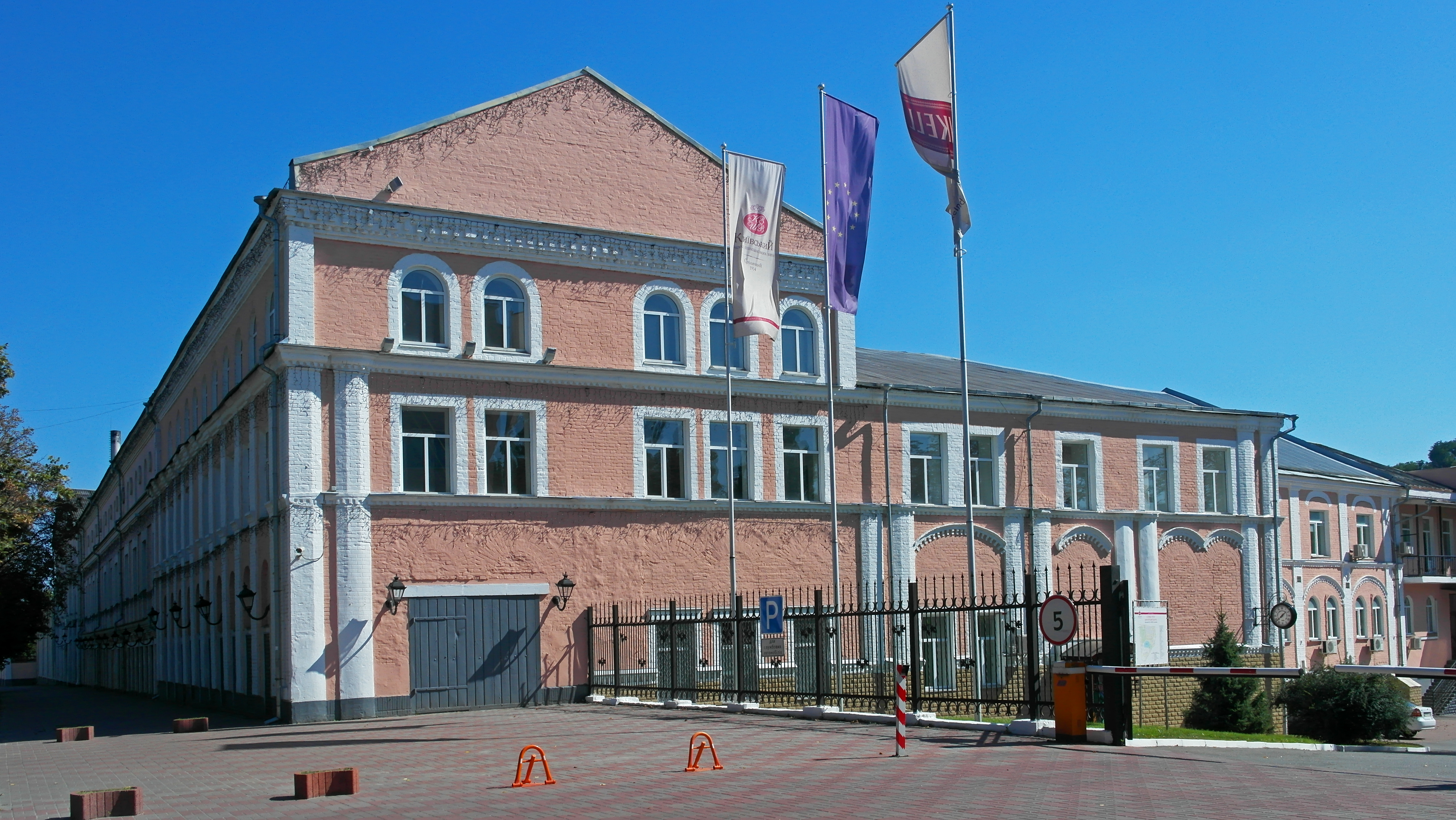
Київський завод шампанських вин «Столичний», бічний фасад
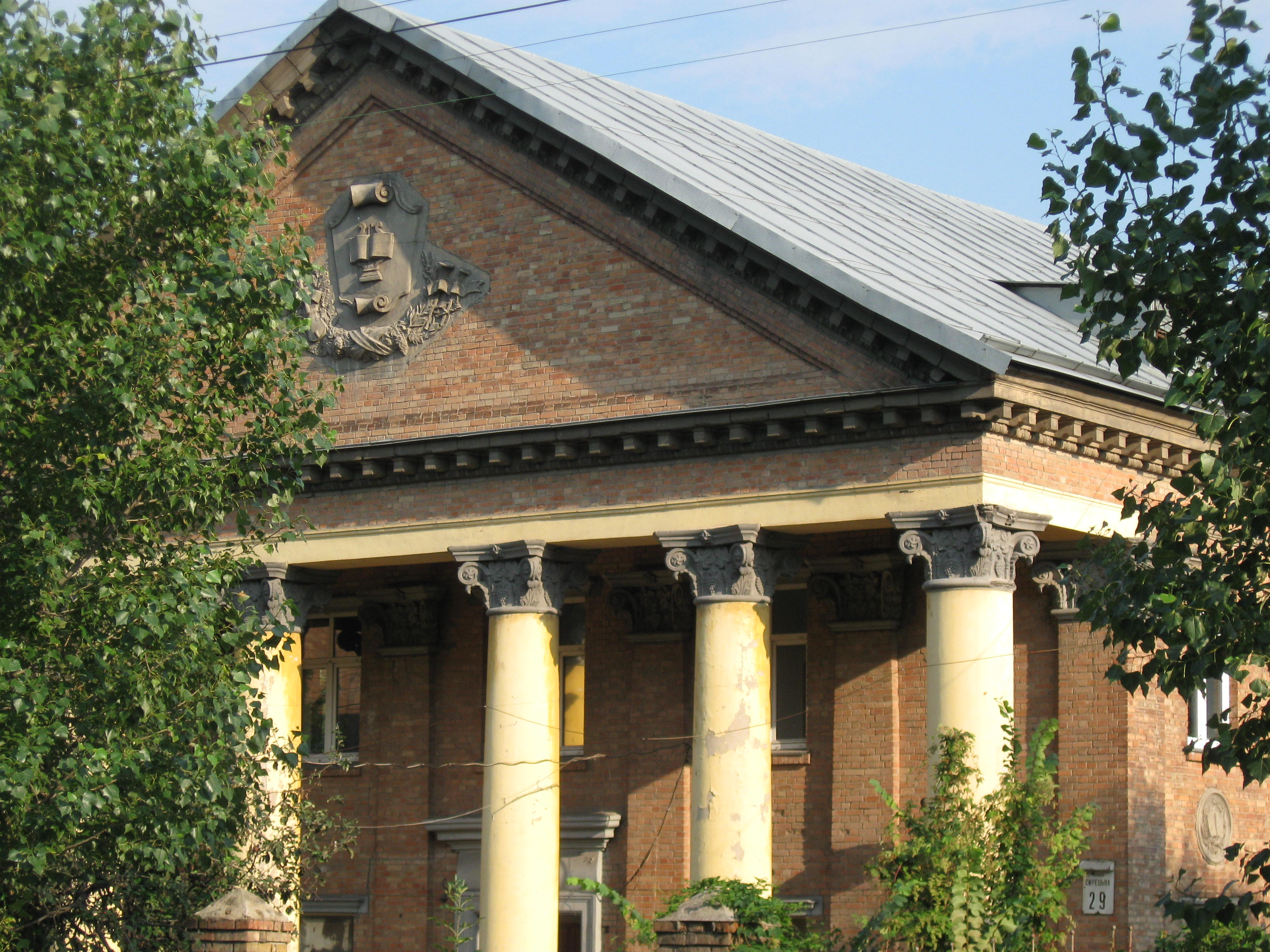
Колишній будинок культури заводу шампанських вин (буд. № 29; стан до реконструкції 2020—2023 років)
Оновлена будівля колишнього будинку культури КЗШВ, нині — медична клініка Діавіта Інститут. Фото 2023 року
Офісна будівля (колишня контора тресту «Гідромеханізація») (буд. № 31)
Цех Петрівського заводу СМІК (колишні цегельні Міхельсона, 2-га половина ХІХ ст.) (буд. № 33)
Будівля колишньої контори Петрівських цегельних заводів (буд. № 38)
Дерев'яна споруда невідомого призначення, збудована в 2019—2020 роках (№ 44)
Житловий будинок № 50
Будинок першої третини ХХ ст., відомий як Шпортенкова хата (буд. № 64)
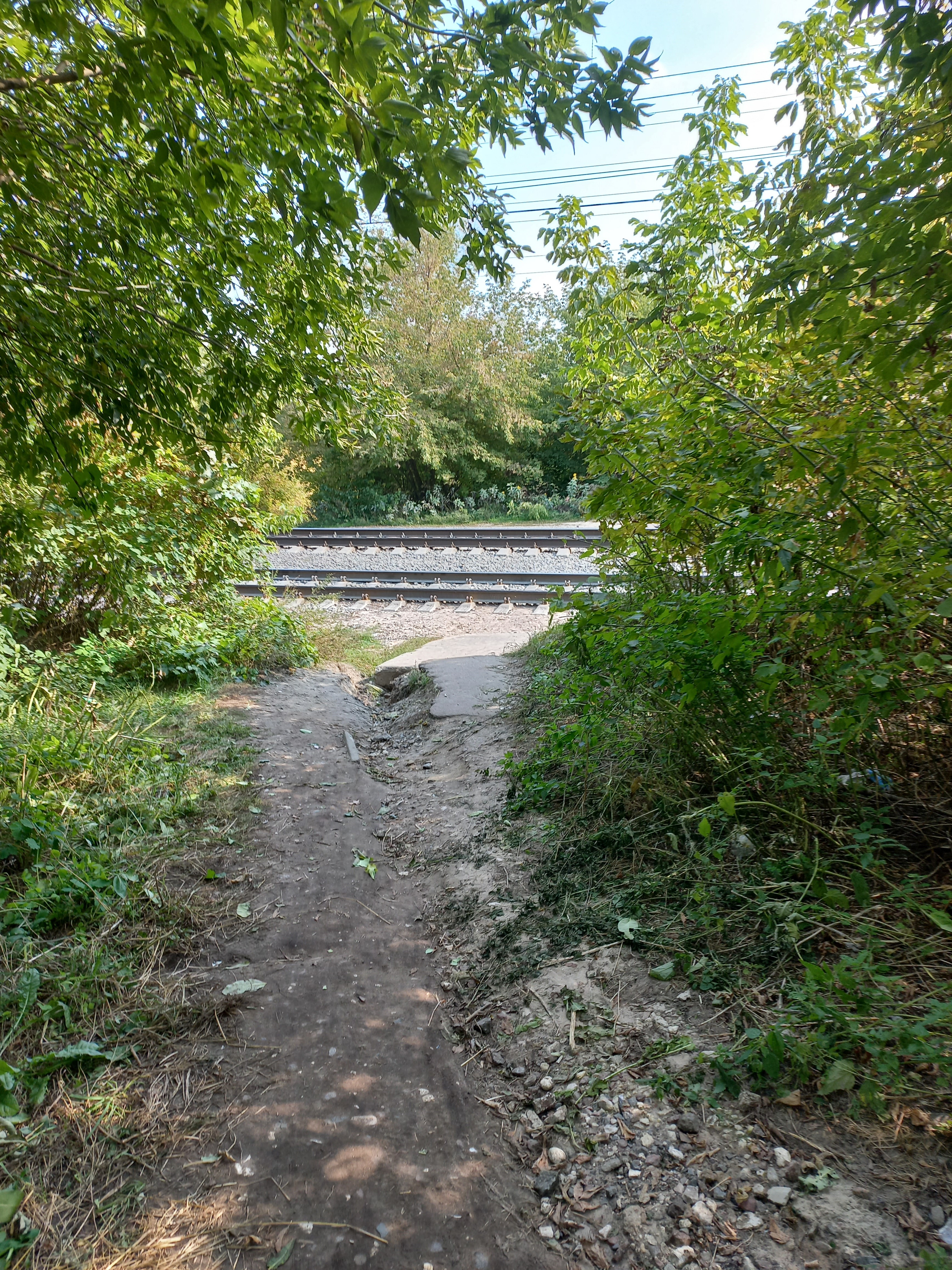
Місце перетину Сирецької вулиці залізницею